# Samsung Galaxy Tab 10.1
La Samsung Galaxy Tab 10.1 es una tableta basada en Android diseñada y fabricada por Samsung, presentada en 2011. Es parte de la serie Samsung Galaxy Tab y cuenta con una pantalla de 10.1 pulgadas (260 mm) y un procesador de doble núcleo de 1 GHz Nvidia Tegra 2.

## Historia
Samsung mostró por primera vez un nuevo modelo Galaxy Tab en enero de 2011 en el Mobile World Congress de Barcelona junto con el Samsung Galaxy S II. El modelo original presenta una pantalla HD más grande de 10.1 pulgadas con un SoC Nvidia Tegra 2 de doble núcleo, que ejecuta el sistema operativo Android 3.0 Honeycomb de Google, y se lanzaría en asociación con Vodafone. Se fijó para un lanzamiento en Estados Unidos en marzo de 2011 y un lanzamiento europeo en abril. Sin embargo, después del lanzamiento del iPad 2, algunas especificaciones fueron descritas como "inadecuadas" por Lee Don-Joo, CEO de Samsung, señalando una posible revisión del modelo o un replanteamiento de su estrategia de mercado.
Esto llevó a presentar un modelo nuevo y más delgado en el Samsung Unpacked Event durante la convención CTIA Wireless en marzo de 2011, y un modelo de 8.9 pulgadas, lo que pospuso la fecha de lanzamiento hasta el 8 de junio para EE. UU. y "principios del verano" para este último. Las unidades 10.1 más grandes ya producidas pasaron a llamarse 10.1v y se vendieron exclusivamente a través de Vodafone en Europa, Australia y Sudáfrica.
En Google I/O 2011, durante el Keynote de Android, Hugo Barra presentó la Galaxy Tab 10.1 al público, anunciando que Samsung regalaría una a cada asistente, estimada en 5,000 unidades. Esta versión está etiquetada como "Samsung Galaxy Tab 10.1 Limited Edition". Tiene una contraportada blanca con temática de Android, Android Debug Bridge, Fastboot y una batería de 7000 mAh (miliamperios por hora). El resto de especificaciones están en línea con la versión de 32 GiB del Galaxy Tab.

## Software
Ambas versiones de Galaxy Tab 10.1 ejecutan Android 3.1 Honeycomb. El 10.1v ejecuta una versión "Pure Google" sin personalizaciones, mientras que el 10.1 ejecuta la capa de personalización TouchWiz. La última versión del sistema operativo para Galaxy Tab 10.1 de Samsung es Android Lollipop.

## Características
ChatON tiene funciones básicas que son el registro automático de amigos, el chat de texto y la entrega de multimedia, y agrega nuevas funciones que son Mi página, chat de voz/video y traducción. La función principal de ChatON se divide en Multimedia, Chat en grupo, Maletero y Mensaje de animación. ChatON puede enviar texto, imágenes, video y audio como multimedia. Los usuarios utilizan el perfil personal en Mi página. Pueden crear salas de chat grupales con solo seleccionar más de 2 amigos. Todos los contenidos que se han compartido en cada chat se guardan en cada maletero. Animation Message convierte algunos dibujos y estampados simples en videos cortos en movimiento.

### Actualización
Samsung entregó a los usuarios de Italia, Reino Unido y Estados Unidos el sistema operativo Android 4.0.4 Ice Cream Sandwich en el Samsung Galaxy Tab 10.1 (excluyendo la versión 10.1v) y el Samsung Galaxy Tab 8.9, en varios momentos en agosto de 2012.
Samsung lanzó una actualización inalámbrica a la nueva interfaz Samsung Galaxy Tab A, que consistirá en:
- Live Panels: un conjunto de widgets y paneles personalizados que proporcionarán contenido adicional a Honeycomb, como el clima, el calendario y más. Los widgets y paneles son redimensionables, siguiendo un patrón de cuadrícula.
- Mini Apps Tray: una barra adicional similar a un muelle que dará acceso a las aplicaciones más utilizadas.
- Social Hub: una aplicación de mensajería integrada que tiene como objetivo centrar la vida social del usuario, unificando las bandejas de entrada y las líneas de tiempo de múltiples servicios como Gmail, Facebook, Twitter y muchos otros, dividiéndolos en "Feeds" (actualizaciones) y "Mensajes".
- Reader's Hub: una tienda que permitirá al usuario descargar libros electrónicos al Galaxy Tab. Samsung afirma que contará con alrededor de 2 millones de libros, 2,000 periódicos en 49 idiomas y 2,300 revistas en 22 idiomas, que solo está disponible en los EE. UU.
- Media Hub: un servicio de video bajo demanda, que solo está disponible en EE. UU.
- Music Hub: un servicio de música bajo demanda, que está disponible en los EE. UU. Y ahora en Australia.

### Linux
Las distribuciones de Linux compiladas para la arquitectura ARM se han ejecutado con éxito a través de chroot.
También se ha desarrollado actualmente un puerto de Ubuntu para ejecutarse de forma nativa en el Samsung Galaxy Tab 10.1, que se inicia a través del cargador de arranque de arranque múltiple moboot (usando el mismo método que el puerto de Android). El puerto se encuentra actualmente en una etapa alfa temprana y es funcional.

## Hardware
Ambos modelos de Galaxy Tab 10.1 cuentan con un procesador de doble núcleo de 1 GHz, 1 GiB de RAM y un giroscopio MPU-3050 de 3 ejes de InvenSense.
Al igual que con todas las tabletas Honeycomb, la cantidad de botones se ha reducido: los botones habituales de Inicio, Menú, Atrás y Buscar, que están presentes en la mayoría de los dispositivos Android, están integrados en la barra de notificaciones y menús. Los únicos botones físicos son Encendido, Subir volumen y Bajar volumen.
El Galaxy Tab 10.1v y el Tab 10.1, más delgado, incluyen parlantes estéreo. El 10.1v tiene dos altavoces a cada lado, el 10.1 a cada lado y el 8.9 relacionado en la parte inferior.
El Galaxy Tab 10.1 conserva el conector de interfaz patentado tipo Samsung PDMI, que se utiliza tanto para la carga como para la transferencia de datos. Hay una base de teclado solo para el 10.1 (también compatible con el 8.9 usando una ranura de base desmontable separada).
Todos los modelos se enviarán con una cámara frontal de 2 MP. Sin embargo, mientras que el Galaxy Tab 10.1v tiene una cámara trasera de 8 MP, el modelo más delgado tiene una cámara trasera de 3 MP, debido a la reducción de volumen en los nuevos modelos.
El modelo más delgado también admite conectividad 4G y antenas duales Wi-Fi a/b/g/n, que pueden operar en frecuencias de 2.4 y 5 GHz.
En junio de 2011 se puso a disposición un adaptador de host USB. El dongle se conecta al conector de base de 30 clavijas y permite conectar a la tableta accesorios compatibles con USB, como teclados, ratones y memorias USB. Samsung no ha lanzado ningún otro accesorio en Australia o Nueva Zelanda para el 10.1v. 10.1 Los accesorios no son compatibles con 10.1v debido a las diferencias de diseño físico.

## Críticas
Las revisiones iniciales del producto fueron mixtas. CNET dijo que era "la tableta Honeycomb más sexy del mercado, aunque con un rendimiento rezagado". TechSpot escribió: "El Galaxy Tab 10.1 cuenta con una gran pantalla panorámica que se ve nítida y brillante, y descansa dentro de un cuerpo increíblemente delgado y liviano. Esta tableta de 10 pulgadas pesa menos que una cantidad de tabletas más pequeñas en el mercado, sin embargo, todavía incluye un procesador de 1 GHz de doble núcleo y la última versión de Android 3.1 Honeycomb."

## Demanda de patente de Apple
El Galaxy Tab de Samsung se ha convertido en objeto de demandas por infracción de patente y diseño de Apple.  Apple tiene reclamaciones simultáneas por infracción de propiedad intelectual contra otros fabricantes, a saber, Motorola Mobility (MMI) y HTC.
Las supuestas infracciones del Galaxy Tab han dado lugar a que se dicten medidas cautelares que impiden la venta de la computadora en Australia que obligó a cancelar su lanzamiento allí. Samsung ha retenido voluntariamente la venta de la tableta de buena fe antes de la resolución legal, por lo que no está disponible para la venta oficial en Australia; sin embargo, existe un mercado de importación gris. La sustancia legal de la demanda es la infracción de gestos de entrada, como pellizcar, que Apple afirma que infringen sus patentes.
El 10 de agosto de 2011, un tribunal alemán otorgó una orden judicial preliminar pendiente de una audiencia completa que prohíbe la venta de Galaxy Tab 10.1 en la Unión Europea (excepto en los Países Bajos, donde se está ejecutando una segunda acción). Aunque se acusa a Samsung de violar 10 patentes distintas que Apple posee sobre transmisión de datos y tecnología de comunicaciones inalámbricas, la medida cautelar se concedió sobre la base de una presunta infracción de uno de los dibujos y modelos comunitarios registrados de Apple en relación con el iPad 2. Fuentes de prensa informaron de que funcionarios de aduanas de toda la Unión Europea incautaron los envíos entrantes del producto después de la sentencia, bloqueándolo efectivamente del mercado europeo clave, y su cotización fue eliminada por el minorista en línea Amazon.co.uk. Samsung declaró que no recibió una notificación de la solicitud de Apple de detener la venta de su tableta. Ha tomado represalias contra la medida de Apple con contrademandas en Corea del Sur y en el extranjero en Japón, Estados Unidos y Alemania.
La revista holandesa Webwereld informó sobre una investigación sobre la evidencia que contrasta los dos dispositivos presentados por Apple al tribunal alemán, en la que el Galaxy Tab que se muestra en la imagen no refleja con precisión el producto en términos de su forma. Un ejemplo del documento judicial muestra el dispositivo Samsung con dimensiones de aspecto mucho más cercanas al dispositivo de Apple, y el logotipo de Samsung parece haber sido eliminado digitalmente. Además, el Galaxy Tab se muestra con el cajón de aplicaciones en contraste con el iPad en su pantalla de inicio, lo que da la impresión de una interfaz de usuario similar.
El 16 de agosto, la medida cautelar se suspendió en parte debido a que es posible que el tribunal no tenga autoridad para prohibir las ventas en toda la UE. La medida cautelar no se extenderá más allá de Alemania.
El 9 de septiembre, un tribunal alemán confirmó la prohibición de la venta del Galaxy Tab de Samsung, diciendo que infringía los diseños de Apple, una decisión que Samsung tenía la intención de apelar. Esta sentencia, sin embargo, afecta solo a Alemania; y el dispositivo sigue estando disponible para la venta en el país. Se informó que la resolución "no tiene consecuencias prácticas" para Samsung.
El 12 de octubre, la jueza del Tribunal Federal de Australia, Anabelle Bennett, aceptó la oferta de Apple de continuar una orden judicial contra la venta del Galaxy Tab 10.1 en Australia. La orden judicial impide que Samsung venda su popular tableta hasta que se resuelva la demanda entre Apple y Samsung o hasta que haya otra orden judicial para levantar la orden judicial. Sin embargo, el Galaxy Tab 10.1 sigue estando disponible a través de minoristas en línea y sitios de subastas. El 30 de noviembre, la orden judicial fue revocada por el Tribunal Federal.
El 17 de noviembre de 2011, Samsung lanzó una nueva versión de Galaxy Tab llamada Galaxy Tab 10.1N. El nuevo dispositivo ahora tiene un marco de metal que se extiende a los lados y altavoces reposicionados.
Samsung Electronics podrá vender su última tableta Galaxy, incluida la Samsung Galaxy Tab 10.1, en Australia desde el 3 de diciembre de 2011, luego de que ganó una victoria contra Apple y anuló una prohibición de ventas en el país. Hay alrededor de 20 disputas legales en 9 países, incluidos EE. UU., Japón y el Reino Unido entre Samsung y Apple.
Después de que la Unión Europea levantara la prohibición, excepto Alemania, finalmente Alemania emitió un fallo preliminar el 23 de diciembre de 2011 que la tableta Samsung ya no viola la patente de diseño europea de Apple con un veredicto final que se dictará el 9 de febrero de 2012 sobre Samsung Galaxy Tab 10.1N. Samsung Galaxy Tab 10.1N era una nueva versión con una serie de cambios en el diseño cuando Apple ganó un bloque en las ventas del Galaxy Tab 10.1 original en el país en septiembre de 2011. Samsung ha cambiado el diseño de la tableta lo suficiente, dejando en claro a los consumidores que era diferente del iPad de Apple, dijo el juez alemán.

### Prohibición de ventas
El 26 de junio de 2012, Apple recibió una solicitud de una orden judicial preliminar contra la venta de Samsung Galaxy Tab 10.1 en Estados Unidos por parte de la jueza de distrito Lucy Koh en San José, California. La prohibición de ventas entraría en vigencia después de que Apple pagara una fianza de $ 2.6 millones para proteger contra los daños sufridos por Samsung si luego se determina que la orden judicial fue incorrecta. El 1 de octubre de 2012, se levantó la prohibición de ventas.